# Alpenfestung

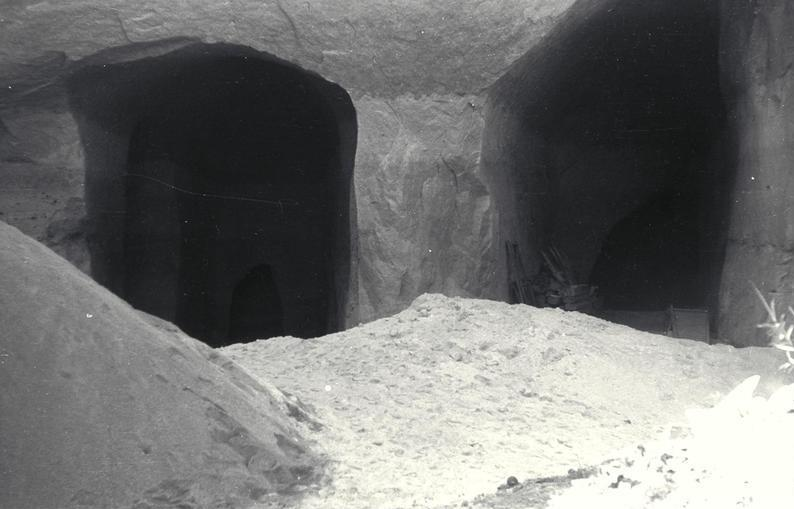
B8 Bergkristall, een in 1944 in Sankt Georgen an der Gusen in de Oostenrijkse Alpen met dwangarbeiders gebouwde geheime onderaardse vliegtuigfabriek.

Alpenfestung (Nederlands: Alpenvesting) is de term voor de terugtocht in de Alpen van Duitse troepen in de Tweede Wereldoorlog. Gevreesd werd dat de Alpen dienst zouden doen als laatste nazi-bolwerk. Aan Duitse zijde bestonden inderdaad plannen voor een dergelijk project, maar tegelijk werden die ingezet als middel tot desinformatie van de geallieerden.
In 1944 merkten de geallieerden bijzondere ontwikkelingen op in en rondom de Alpen. De Alpenfestung leek door de nazi's als een laatste bolwerk te worden ingericht. Er zouden enorme wapenopslagplaatsen en ondergrondse fabrieken gebouwd worden en SS-eenheden zouden zich overal in het bergachtig gebied verschansen. Tevens zouden Duitsers in geallieerde uniformen achter de vijandelijke linies opereren. 
De vermoedens van de geallieerden werden versterkt door de propagandamachine van Duitsland, dat de vijandelijke troepen richting de Alpen wilde lokken, in plaats van dat ze Rijn overstaken. Met de bloedige verovering van eilanden(groepen) in de Grote Oceaan vers in het geheugen, werd gevreesd dat uitschakeling van een dergelijk bolwerk veel mensenlevens zou kosten. De Amerikanen besloten, ondanks tegenwerpingen van de Britten, het leger op te delen en zowel naar Berlijn als het Alpengebied te sturen. De Alpenfestung bleek echter nauwelijks verder gekomen dan de tekentafel.